# Ernö Schwarz
Ernö Schwarz, ungarisch Ernő Schwarcz, (* 27. Oktober 1904 in Budapest, Österreich-Ungarn; † 19. Juli 1974 in New York, Vereinigte Staaten) war ein ungarisch-US-amerikanischer Fußballspieler und späterer Fußballtrainer und -manager.
Seine größten Erfolge als Spieler waren ein österreichischer und ein US-amerikanischer Meistertitel, international spielte Schwarz in den Nationalmannschaften Ungarns und der Vereinigten Staaten. Nach seiner aktiven Karriere betreute er unter anderem die Nationalmannschaft der USA und war als Manager amerikanischer Klubs und Ligen tätig.

## Karriere

### Spielerkarriere in Europa
Ernö Schwarz begann seine Karriere in Ungarn als Stürmer beim Ferencvárosi Torna Club, mit dem er 1922 den ungarischen Pokal gewann. Im selben Jahr wurde er auch erstmals in die ungarische Nationalmannschaft einberufen. Sein Debüt gab er im Juli 1922 gegen Deutschland, nur wenige Tage später gelangen ihm zwei Tore beim 5:1-Sieg gegen Finnland in Helsinki. Da Schwarz jedoch im Anschluss daran ins Ausland wechselte, bleiben dies seine beiden einzigen Spiele im ungarischen Nationalteam.
Schwarz nahm ein Engagement in der Tschechoslowakei beim jüdischen Verein Makkabi Brünn an, welcher zu dieser Zeit seine Mannschaft fast ausschließlich aus Ungarn rekrutierte und daher als Legionärsmannschaft auch entsprechend umstritten war. Hier spielte er unter anderem mit den ungarischen Internationalen Ferenc Hirzer, Gábor Obitz und Gyula Feldmann zusammen. Im November 1923 gab der Makkabi erstmals ein Gastspiel in Österreich, bei dem überzeugenden 4:1-Sieg gegen den SK Rapid Wien war Schwarz mit zwei Toren der beste Mann am Platz und erregte so die Aufmerksamkeit des jüdischen Vereins SC Hakoah Wien. Kurz darauf erfolgte der Wechsel nach Wien und noch im Dezember 1923 bestritt Schwarz sein erstes Meisterschaftsspiel für die Hakoah. Da zu diesem Zeitpunkt das Berufsspielertum in Österreich noch nicht zugelassen war, erhielt er offiziell eine Anstellung im Unternehmen des Vizepräsidenten der Hakoah.
Schwarz hatte einen äußerst erfolgreichen Einstand und erzielte in seiner ersten Halbsaison neun Tore in zwölf Spielen. Mit Beginn der Saison 1924/25 wurde der Professionalismus in Österreich eingeführt und die Hakoah wurde erster Profimeister. In der Folgesaison reichte es jedoch nur mehr für den siebten Platz. Im Frühjahr 1926 unternahm die Hakoah eine Amerika-Tournee, die ein großer Publikumserfolg wurde und dazu führte, dass eine Reihe von Hakoah-Spielern – darunter auch Schwarz – Verträge von US-Vereinen angeboten erhielten. Schwarz kehrte mit der Mannschaft nach Wien zurück und spielte die Meisterschaft zu Ende, informierte dann jedoch den Verein von seinem beabsichtigten Wechsel und reiste nach New York ab, um künftig für die New York Giants zu spielen. Für die Hakoah bestritt Schwarz insgesamt 49 Meisterschaftsspiele und erzielte dabei 20 Treffer.

### Spielerkarriere in den USA
Zu den Giants wechselten auch seine ehemaligen Vereinskollegen Béla Guttmann, Moses Häusler, Max Grünwald und Egon Pollak. Als im Folgejahr die Hakoah ihre zweite Amerikatournee bestritt, erhielt Schwarz gemeinsam mit den übrigen zu den Giants abgewanderten Spielern die Erlaubnis, während dieser Tournee wieder für die Hakoah zu spielen. Danach kehrte Schwarz nach Wien zurück und unterschrieb wieder bei der Hakoah, wo er einige Vorbereitungsspiele und die ersten drei Meisterschaftsspiele der Saison 1927/28 bestritt, ehe er sich doch wieder für die Giants entschied. Schwarz spielte insgesamt zwei Saisonen für die Giants in der ASL und erzielte dabei 18 Tore in 71 Ligaspielen. Nach einer Amerikatournee der Glasgow Rangers im Jahr 1928 boten diese Schwarz einen Vertrag an, den er auch unterzeichnete, jedoch erhielt er keine Arbeitserlaubnis für Großbritannien und blieb somit in New York. Im Rahmen des Soccer War spalteten sich im selben Jahr einige Vereine von der ASL ab und gründeten die Konkurrenzliga ESL. Um die Popularität der neuen Liga zu erhöhen, wurde die New York Hakoah (auch Hakoah All-Stars genannt) begründet, wobei Ernö Schwarz wesentlich an dieser Gründung beteiligt war. In diesem Verein fanden die bislang bei verschiedenen US-Vereinen tätig gewesenen ehemaligen Spieler der Wiener Hakaoh wieder zusammen.
1929 gewann Schwarz mit der New York Hakoah den National Challenge Cup, wo er im Finalrückspiel gegen St. Louis Madison Kennels einen Treffer erzielte, und blieb auch nach der Fusion von ESL und ASL bis 1931 beim Verein. Danach war Ernö Schwarz treibende Kraft bei der Gründung eines neuen ASL-Vereins, der New York Americans, wo er in weiterer Folge als Spielertrainer tätig war und auch Managementaufgaben übernahm. Im Jahr 1933 erreichten die Americans das Pokalfinale, das gegen St. Louis Stix, Baer & Fuller verloren ging.
Im selben Jahr wurde die ASL Opfer der wirtschaftlichen Rezession und unter Führung von Schwarz wurde eine neue Liga, die wiederum ASL hieß, ins Leben gerufen, die allerdings auf einem weit niedrigeren professionellen Niveau tätig war, als ihre Vorgängerin.
Im Jahr 1935 vertrat Schwarz zum einzigen Mal seine neue Heimat in einem Länderspiel, in New York verloren die US-Amerikaner gegen Schottland mit 1:5.
In der Saison 1935/36 gelang es den Americans unter der Führung von Schwarz den Ligatitel zu erobern, im Jahr 1937 wurde der National Challenge Cup gegen die St. Louis Shamrocks gewonnen. In den Finalspielen war Schwarz nicht mehr als Spieler beteiligt, da er im Februar 1937 einen Beinbruch erlitt, der seine aktive Karriere im Wesentlichen beendete. Fallweise stellte sich Schwarz allerdings noch bis 1945 als Spieler auf.

### Karriere als Trainer und Manager in den USA
Ernö Schwarz übernahm nun das Management der Americans und wurde in weiterer Folge auch Business Manager der gesamten Liga. Nachdem er bereits als Trainer des Nationalteams für die Weltmeisterschaft 1950 im Gespräch gewesen war und 1952 Vorsitzender des Spielkomitees der Nationalmannschaft wurde, übernahm er 1953 die Funktion des Trainers der Nationalmannschaft. Bis 1955 bestritt das US-Team unter seiner Führung sechs Spiele, wovon zwei gewonnen (beide gegen Haiti) und vier verloren wurden sowie die Qualifikation für die Weltmeisterschaft 1954 verabsäumt wurde.
Trotz aller Bemühungen konnte Schwarz jedoch den langsamen Niedergang der ASL nicht verhindern. Die Spiele wurden vor allem von Zusehern der ethnischen Minderheiten besucht, die ihre jeweiligen Vereine wie Newark Portuguese, Brooklyn Italians oder Ukrainian Nationals unterstützten. Schwarz organisierte die Spiele, verkaufte Tickets und betrieb in der Halbzeitpause auch den Hotdog-Stand. George Brown, ein Spieler in der ASL in den 50er Jahren, erinnerte sich 2004 an Ernö Schwarz mit folgenden Worten:
„Er tat alles, um das Spiel vor dem Untergang zu bewahren. Wir sprechen von einem Kerl in einer kleinen Wellblechhütte, der Pommes frites für die Halbzeit zubereitete und die ganze Show alleine am Laufen hielt. Ernö war einer der großen Charaktere, über die man in den Geschichtsbüchern über diese Zeit lesen kann. Er war ein Hustler – was wir heute einen Geschäftsmann nennen würden. Er ließ sich ständig neue Promotionen und kleine Werbegags einfallen, um die alten ethnischen Fans zu den Spielen zu bekommen – Lotterien, Verlosungen, ich bin mir nicht einmal sicher, dass alles legal war. Wenn irgendjemand in diesen Tagen einen Weg gefunden hätte, um mit Fußball Geld zu machen, dann wäre es Ernö gewesen. Aber ich habe niemals ein Zeichen gesehen, dass er Gefahr lief, reich zu werden. Im Grunde genommen betrieb er die Liga vom Kofferraum seines Autos aus. Er hielt die Sache am Laufen, bis die Räder abfielen.“
Neben seiner Managerfunktion in der ASL ließ Schwarz auch sonst nichts unversucht, um den Fußballsport in den USA zu popularisieren. Er organisierte Tourneen von europäischen Spitzenvereinen wie Manchester United oder FC Liverpool, veranstaltete Hallenturniere im Madison Square Garden und war ab 1960 Vizepräsident und General Manager der International Soccer League, eines alljährlichen Einladungsturniers für internationale Klubmannschaften.
Schwarz erlebte noch die ersten Saisonen der neu gegründeten North American Soccer League, die seiner ASL bald den Rang ablief. Nach seinem Tod hielt sich die ASL noch weitere zehn Jahre, ehe sie 1983 den Betrieb einstellte.
Für seine Verdienste um den amerikanischen Fußball wurde Ernö Schwarz in die US National Soccer Hall of Fame gewählt.

## Erfolge
- 1× Österreichischer Meister: 1925
- 1× Meister der American Soccer League: 1936
- 1× Ungarischer Pokalsieger: 1922
- 2× National-Challenge-Cup-Sieger: 1929, 1937